# Phenacomys ungava
Phenacomys ungava е вид бозайник от семейство Хомякови (Cricetidae).

## Разпространение
Видът е разпространен в Канада (Квебек, Лабрадор, Манитоба, Нунавут, Нюфаундленд, Онтарио, Саскачеван, Северозападни територии и Юкон) и САЩ (Минесота).